# Янь Гэлин
Янь Гэлин (кит. 严歌苓) — современная американская писательница китайского происхождения, сценаристка. В настоящее время проживает в Германии.

## Биография
Янь Гэлин родилась 16 ноября 1958 года в Шанхае. Во время Культурной революции служила в составе НОАК в Тибете, затем в качестве журналиста побывала на Китайско-вьетнамской войне. Детство и юность Янь Гэлин пришлись на годы Культурной революции, и неслучайно сюжеты многих ее произведений тесно связаны с этим периодом китайской истории.
В 1989 году, разведясь с мужем,  эмигрировала в США, где Окончила Колумбийский колледж в Чикаго по специальности «художественная проза» со степенью магистра искусств.  В начале 90-х познакомилась с американским дипломатом Лоренсом Уокером (Lawrence Walker), который в 1992 году стал ее вторым мужем. В 2004 году вышла из гражданства КНР и приняла гражданство США. В том же году началось ее многолетнее пребывание в Африке, куда она отправилась вместе с супругом.
Автор более 20 книг, изданных в Китае, Тайване, Гонконге, США, Великобритании и других странах и переведенных на шестнадцать языков. Самые известные произведения Янь Гэлин – «Сяо Юй», «Сосланная», «Тетушка Тацуру», «Тринадцать барышень Нанкина», «Преступник Лу Яньши» и др.
Живет в Берлине.

## Экранизации
Более десятка произведений Янь Гэлин были экранизированы. Среди самых известных экранизаций — картины Чжан Имоу «Цветы войны» по роману «Тринадцать барышень Нанкина» и «Возвращение» по роману «Преступник Лу Яньши», а также «Сю Сю: Сосланная» Джоан Чэнь.

## Премии и награды
Янь Гэлин — обладатель более 30 литературных и кинонаград. Член Союза писателей КНР и Гильдии сценаристов США.

## Переводы на русский язык
- Тетушка Тацуру (главы из романа) / Пер. А. Перловой // Неман, 2017, №1.
- Маленький журавль из мертвой деревни / Пер. А. Перловой, Издательство Аркадия, 2018. ISBN 978-5-906986-51-1